# Generalgevaldiger
Generalgevaldiger (tyska: gewaltiger, "profoss vid armén") eller generalprofoss (franska: grand prévot) var inom de värvade arméerna under 1600-talet och 1700-talet den tjänsteman, som hade högsta uppsikten över ordningen inom läger och kvarter, det vill säga militärpolisverksamhet, samt var åklagare vid krigsrätt. Även befattningarna fältgevaldiger och krigsfiskal förekom.